# Krakowski Klub Szachistów
Krakowski Klub Szachistów – pierwszy na ziemiach polskich klub szachowy. Za datę jego założenia uznaje się dzień 10 maja 1893 roku, kiedy to zatwierdzono pierwszy statut klubu.

## Informacje ogólne
- pełna nazwa: Krakowski Klub Szachistów 1893
- rok założenia: 1893
- siedziba: 31-202 Kraków, ul. Prądnicka 43

## Sukcesy
Drużynowe Mistrzostwa Polski:
- złoty medal: 1948, 1954, 1957 i 1962;
- srebrny medal: 1946, 1949, 1958 i 1960;
- brązowy medal: 1951.

Sukcesy indywidualne:
- Bogdan Śliwa (sześciokrotny mistrz i dziesięciokrotny medalista Indywidualnych Mistrzostw Polski),
- Anna Jurczyńska (pięciokrotna mistrzyni i dziesięciokrotna medalistka Indywidualnych Mistrzostw Polski),
- Jerzy Kostro (dwukrotny mistrz i pięciokrotny medalista Indywidualnych Mistrzostw Polski),
- Alfred Tarnowski (mistrz i dwukrotny medalista Indywidualnych Mistrzostw Polski),
- Czesława Grochot (mistrzyni Indywidualnych Mistrzostw Polski),
- Edward Arłamowski (trzykrotny medalista Indywidualnych Mistrzostw Polski).

## Historia klubu
Od samego początku działalności Krakowski Klub Szachistów był prawdziwym centrum życia szachowego Krakowa. Działacze klubu brali czynny udział w tworzeniu zarówno Polskiego Związku Szachowego (w 1926 roku), jak i Okręgowego Związku Szachowego w Krakowie (rok 1938), a na imprezach organizowanych przez KKSz (turnieje, mecze i partie pokazowe, symultany) gośćmi byli znakomici szachiści z całego świata m.in.: F. Marshall i am F. Sämisch.
Wraz z zakończeniem drugiej wojny światowej zaczyna się złota era w dziejach KKSz. Choć klub przechodzi zawirowania organizacyjne (m.in. fuzja z Cracovią i tymczasowa zmiana nazwy na Ogniwo, a później na Sparta WDK), to dziewięciokrotnie staje na podium w Drużynowych Mistrzostwach Polski. Później klub systematycznie traci na znaczeniu i w końcu spada z pierwszej, a nawet drugiej ligi. Chwilowo sytuację zmienia fuzja z Hutnikiem Nowa Huta, ale pomimo początkowych sukcesów klubowi nie udaje mu się wrócić do dawnego blasku.
Czas przemian ustrojowych jest dla klubu prawdziwym wyzwaniem. Co prawda udaje się zorganizować huczne obchody stulecia klubu w roku 1993, ale w tym właśnie okresie Krakowski Klub Szachistów przechodzi najpoważniejszy w historii kryzys i o mało nie dochodzi do jego rozwiązania. Klub musi opuścić najpierw Pałac pod Baranami, a później kolejną siedzibę w kamienicy na Rynku Głównym 25 i jego działalność jest ograniczona wyłącznie do startów w lidze okręgowej.
Sytuację zmienia dopiero rok 2001, kiedy to po ponad stuletniej tułaczce klub uzyskuje niewielki lokal przy ul. Prądnickiej 43. Do drużyny przychodzą znaczący zawodnicy, a od 2002 roku klub rozpoczyna szkolenie juniorów (aktualnie KKSz szkoli ok. 500 juniorów). Obecnie zarówno seniorzy, jak i juniorzy są czołową drużyną w Małopolsce, czego potwierdzeniem są występy w II lidze (seniorzy 2004–2009, juniorzy 2008–2010) i awans drużyny juniorów do 1 ligi szachowej w roku 2010.
Obok wzmożonej działalności sportowej i szkoleniowej klub organizuje duże imprezy przeznaczone dla juniorów. Sztandarowymi imprezami są Otwarte Mistrzostwa KKSz juniorów (przełom lutego i marca), Ogólnopolski Turniej o laur arcymistrza Bogdana Śliwy (maj) oraz Turniej Juniorów „Mistrzowie 2010” (październik).
W 2004 r. Krakowski Klub Szachistów uzyskał status organizacji pożytku publicznego.

## Zawodnicy
Wśród członków Krakowskiego Klubu Szachistów było i jest wiele znakomitości. Pierwszym prezesem klubu był Ludomir Benedyktowicz.  Najwybitniejszym reprezentantem klubu jest wychowanek – sześciokrotny Mistrz Polski, arcymistrz Bogdan Śliwa. Wiele sukcesów na arenie ogólnopolskiej i międzynarodowej odnoszą też Anna Jurczyńska, Czesława Grochot, Jerzy Kostro, Edward Arłamowski i Alfred Tarnowski.
Najbardziej znaczącymi zawodnikami w XXI wieku są Rafał Gunajew (czołowy szachista wśród słabowidzących, wielokrotny mistrz i medalista Mistrzostw Polski Słabowidzących, drużynowy Mistrz Świata Słabowidzących), Anna Marczuk (wielokrotna mistrzyni i medalistka MP Juniorów), Mariola Woźniak (wielokrotna mistrzyni i medalistka MP Juniorów) oraz Dominik Marczuk (trzykrotny brązowy medalista MP Juniorów).